# Zdziechów (wieś w powiecie szydłowieckim)

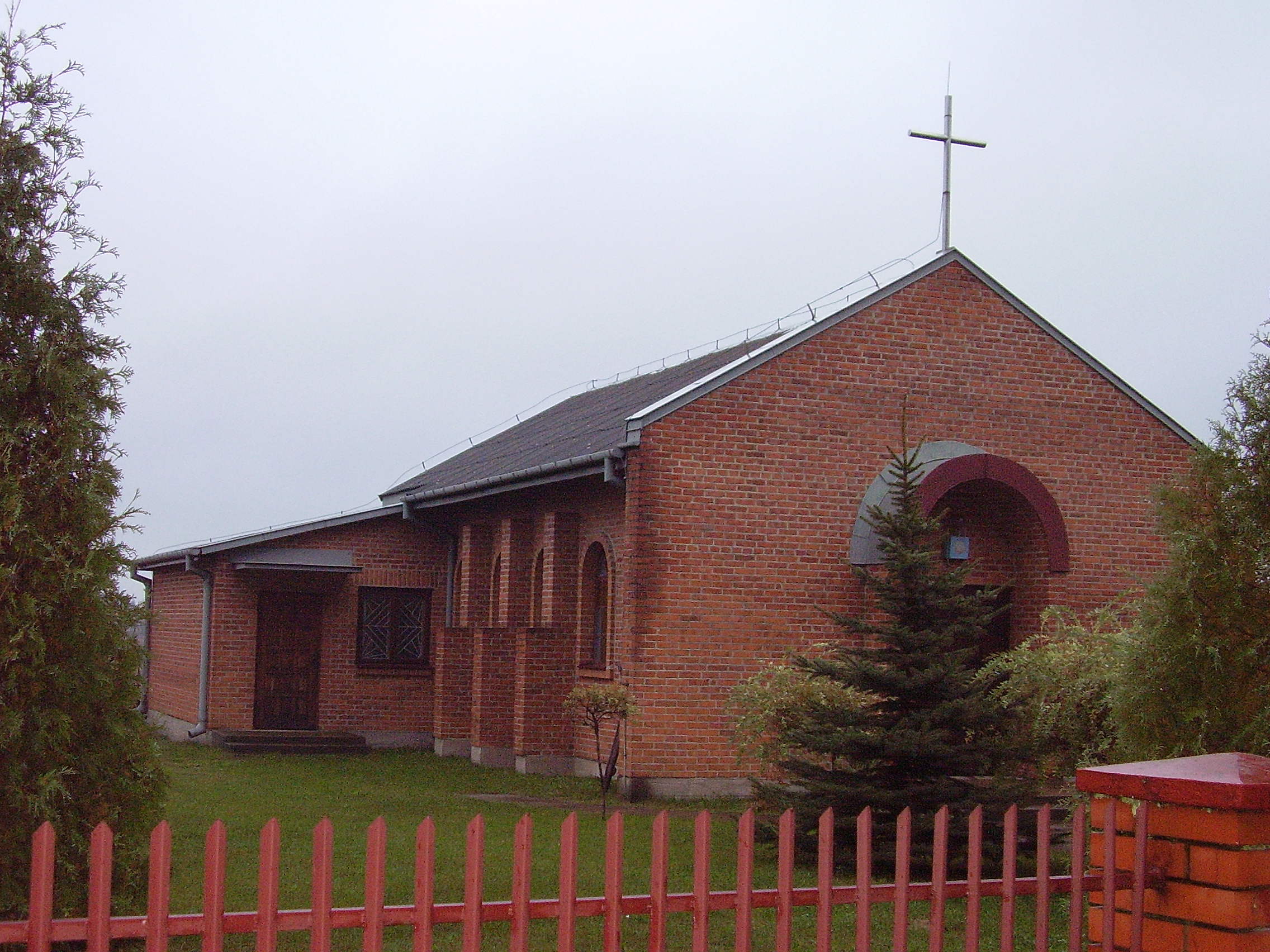
Kaplica w Zdziechowie

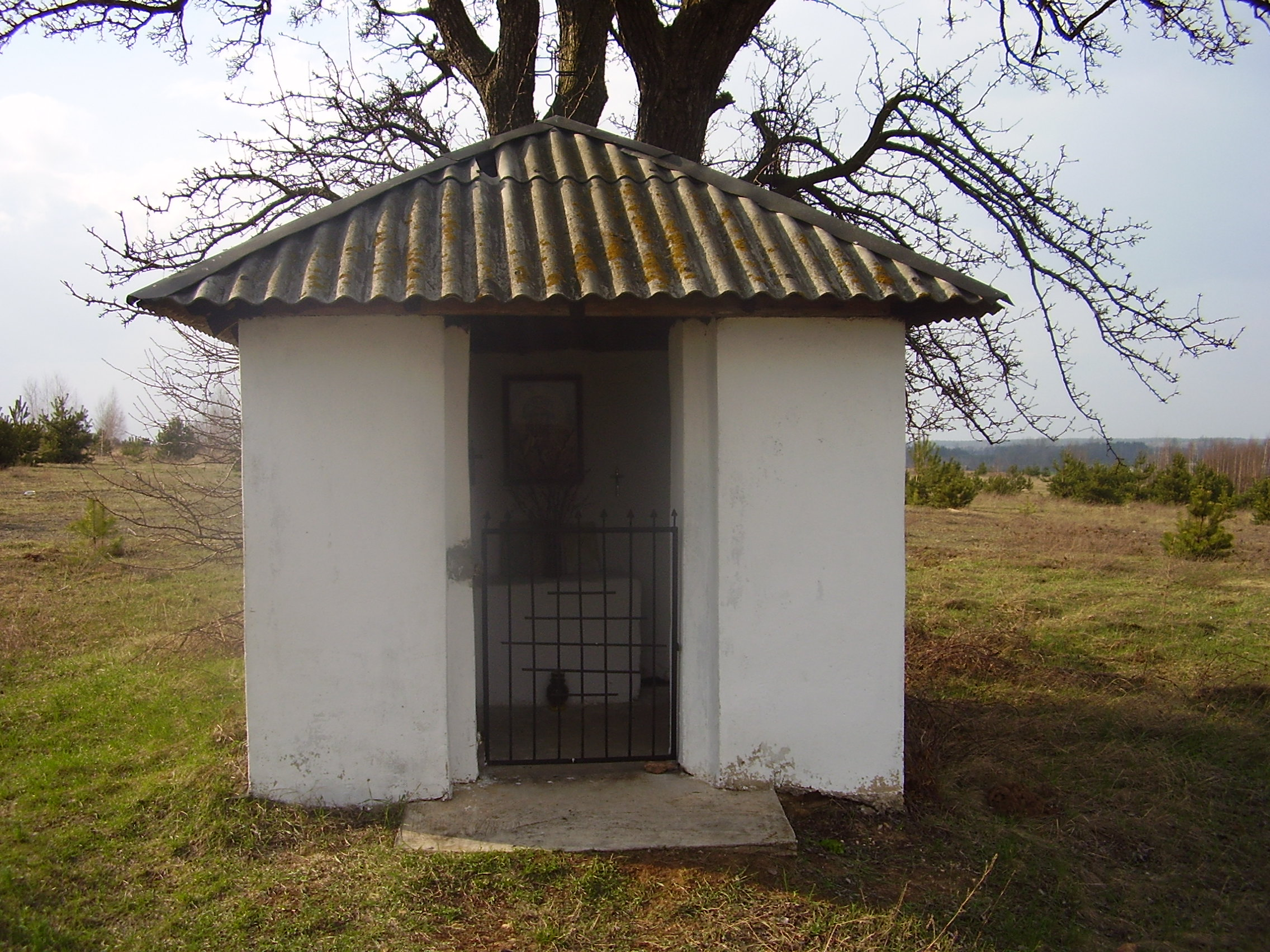
Kapliczka Marianka w Zdziechowie

Zdziechów – wieś w Polsce położona w województwie mazowieckim, w powiecie szydłowieckim, w gminie Szydłowiec. Ma status sołectwa.
Zdziechów zajmuje 415,7690 ha powierzchni. Wieś leży w gminie i powiecie Szydłowiec. Od północy graniczy z gminą Orońsko, od północnego wschodu z gminą Jastrząb. Przez Zdziechów – Mętków przebiega DW735 Jedlanka – Szydłowiec.
Prywatna wieś szlachecka, położona była w drugiej połowie XVI wieku w powiecie radomskim województwa sandomierskiego. W latach 1975–1998 miejscowość należała administracyjnie do województwa radomskiego.
Wierni Kościoła rzymskokatolickiego należą do parafii św. Mikołaja w Wysokiej.

## Części wsi
| SIMC    | Nazwa  | Rodzaj    |
| ------- | ------ | --------- |
| 0639653 | Działy | część wsi |
| 0639660 | Lesica | część wsi |
| 0639676 | Mętków | część wsi |

## Historia
Wieś Zdziechów była ojczystym siedliskiem Zdziechowskich i ich dziedzictwem do 1602. Wieś była własnością Mikołaja Zdziechowskiego w 1508 roku.
To właśnie od nazwiska pierwszego dziedzica zamieszkującego na tym terenie pochodzi nazwa miejscowości. 
Niegdyś wieś znajdowała się w innym miejscu, położona była nieco na południe od obecnej lokalizacji. Zdziechów zamieszkiwało w tym czasie 24 gospodarzy. W wyniku przeprowadzonej komasacji wsi i pól dworskich przeniesiono wieś bardziej na północ. 
Podczas komasacji, drogą losowania, rozdzielono między 24 gospodarzy obrane i wymierzone działki, tworząc w ten sposób trzy grupy liczące sobie po osiem gospodarstw. Można powiedzieć, iż dokonano wówczas pewnego podziału Zdziechowa na trzy kolonie, które przybrały nieoficjalne, aczkolwiek powszechnie używane nazwy, które obecnie brzmią: Lesica, Działy i Metków.
W XV wieku teren ziemi szydłowieckiej obejmował obok dóbr dziedziców Szydłowca także wsie przynależne do biskupów krakowskich, opatów wąchockich oraz mniej liczne wsie szlacheckie. Najpoważniejszy obszar zajmowały dobra biskupie skupione w XV w. w kluczu bieszkowskim (obejmującym miasto Jastrząb i 12 wsi) oraz dobra klasztoru wąchockiego z miastem Wierzbicą i okolicznymi wsiami. Poza tym na zachodzie i północy ziemi szydłowieckiej rozsiały się poza szydłowieckimi inne boczne linie Odrowążów – Chlewiccy, Wysoccy, Białaczowscy. Tam też mieli dość liczne wsie Rawiczowie (wśród nich Lasotowie – Zdziechowscy)
W latach 1602 – 1610 hrabstwo szydłowieckie powiększyło się o zakupione wsie: Jankowice, Świniów, Wysoka i Zdziechów.
W 1775 roku Zdziechów posiadał 25 dymów. Osadę w 1787 zamieszkiwało 81 ludzi. Dochód Zdziechowa w 1789 roku wynosił 1249 zł 24,5 gr.
Po Trzecim Rozbiorze Polski Zdziechów znalazł się w zaborze austriackim – dystrykcie radomskim, prowincji Galicji Zachodniej. Po przyłączeniu do Księstwa Warszawskiego północnych terenów Galicji w wyniku wojny 1908 r. z Austrią, Wieś należała do departamentu radomskiego. Po klęsce Napoleona i utworzeniu w 1815 roku Królestwa Polskiego Zdziechów wszedł do obwodu opoczyńskiego w województwie sandomierskim (od 1837 roku w guberni radomskiej). Od roku 1842 Szydłowiec należał do powiatu opoczyńskiego, a od 1866 roku do koneckiego.
17 maja 1828 roku księżna Anna Sapieżyna, ostatnia właścicielka miasta i zamku w Szydłowcu, sprzedała Skarbowi Państwa (Królestwa) dobra szydłowieckie, w skład których wchodziły: miasto, 22 wsie (w tym Zdziechów) i folwarki, kuźnie, fryszerki i młyny, za kwotę 2,554,454 zł.
Po transakcji zamiany tych dóbr na posiadłości rządowe podzielono całą ekonomię szydłowiecką na 3 oddzielne dzierżawy:
1. Podzamcze i Marywil,
2. Wysoka i Zdziechów,
3. Szydłówek i Sadek.

W Zdziechowie znajdowało się wówczas 28 gospodarstw. Była to wieś o średniej liczbie osad. Osady te jednak były liczne. Przykładowo, u Łukasza Kalety było 13 osób. Ogółem Zdziechów liczył 209 ludzi (40 mężczyzn, 49 kobiet, z dzieci: 50 synów, 49 córek, ze służby: 15 parobków i 6 dziewek). W Orońsku i Zdziechowie odnotowano najwięcej służby. 
Wieś i folwark Zdziechów posiadały: 430 mórg chełmińskich i 211 prętów gruntów dworskich oraz 768 mórg i 166 prętów gruntów włościańskich. Zdziechów był jedną z 24 wsi pańszczyźnianych, wchodzących w skład hrabstwa. Wieś zamieszkiwało 12 rolników 2 czynszowników i aż 16 czynszowników (z 37 zamieszkujących wszystkie wsie dóbr szydłowieckich w 1826 roku.
Charakterystyczną cechą Zdziechowa było, że wszyscy rolnicy posiadali równo po 3 morgi łąki oraz że w ogóle nie posiadali ogrodów.
Czynszownicy ze Zdziechowa byli najlepiej uposażeni ze wszystkich mieszkańców dóbr szydłowieckich. Dotyczy to zarówno wielkości gruntów, liczby budynków (tylko w Zdziechowie i Orońsku rolnicy posiadali odrębną oborę i chlew), jak i stanu inwentarza żywego (4 konie, 79 wołów, 53 krowy, 73 sztuki „młodzieży” – jałówek i cieląt, 70 świń i 113 owiec).
W roku 1858 między wsiami Chustki i Zdziechów wybuchł spór graniczny, dotyczący prawa użytkowania pastwiska położonego pomiędzy tymi miejscowościami, zwanego Błotnikiem.
W Zdziechowie kopiący fundamenty pod stodołę dworską, dokopali się żelaznych drzwi do lochu, który miał łączyć z podziemiami zamek szydłowiecki.

## Religia
W kaplicy odbywa się jedna msza w tygodniu, w niedzielę o godzinie 8.45

## Kapliczka
Kapliczka Marianka znajduje się na pograniczu wsi Zdziechów i Świniów.

## Oświata
W Zdziechowie znajduje się publiczna szkoła podstawowa.
Rok 1934 jest oficjalną datą założenia Powszechnej Szkoły Podstawowej w Zdziechowie
8 września 1934 roku odbyło się poświęcenie szkoły poprzedzone uroczystą mszą świętą w kościele w Wysokiej. Poświęcenia szkoły dokonali ks. proboszcz Stanisław Krajewski oraz ks. prefekt Jan Sawicki, pełniący wówczas posługę w parafii św. Mikołaja w Wysokiej.
Nauczaniem religii w szkole zajmowali się miejscowi duszpasterze. W pierwszych latach istnienia szkoły na religię dojeżdżał z plebanii w Wysokiej ksiądz proboszcz Stanisław Krajewski. W latach 1935–1936 naukę religii w szkole objął ks. prefekt Jan Sawicki, zaś w latach 1936-1937 ksiądz Jan Trojnar. Od roku 1937 nauką religii w szkole zajął się ksiądz Mieczysław Kiełbasa.

## Rolnictwo
W latach 1959–1974 w Zdziechowie Lesica mieściło się kółko rolnicze.

## Infrastruktura
W Zdziechowie Zakład Wodociągów i Kanalizacji w Szydłowcu obsługuje ujęcie wody i eksploatuje wodociągi.